# IC 4850
IC 4850 — галактика типу *+N () у сузір'ї Орел.
Цей об'єкт міститься в оригінальній редакції індексного каталогу.